# Thích Nhất Hạnh
Thich Nhat Hanh (vietnamien: Thích Nhất Hạnh)), né Nguyễn Đình Lang le 11 octobre 1926 à Hué (province de Thừa Thiên-Huế, Protectorat français d'Annam, Indochine française) et mort le 22 janvier 2022, est un moine bouddhiste vietnamien et un militant pour la paix.
On lui doit la création, le développement et la propagation de ce qui est devenu le bouddhisme engagé (en) — expression qu'il a créée et qu'il a lui-même introduite dans la langue française, — qui est un élément central de sa pensée et de son action. Il a aussi mis un très fort accent sur la notion bouddhique d'Inter-être (vietnamien: « Tiêp Hîen »), qui souligne et rappelle l'unité (ou l'« inter-être ») de toutes les existences; sur la pleine conscience dans la vie quotidienne — pratique qu'il a largement popularisée ; et encore sur l'engagement non violent pour soutenir les victimes de la tyrannie et de l'injustice, en particulier lors de la guerre du Viêt Nam. La notion d'Inter-être est au fondement de l'Ordre de l'Inter-être, ouvert aux moines bouddhistes, moniales bouddhistes et laïcs.
Il est un des maîtres bouddhistes les plus connus en Occident après le dalaï-lama,,.

## Nom
« Thích Nhất Hạnh » est son nom bouddhique, qui se décompose en deux parties. « Thích » est la prononciation vietnamienne de la transcription en chinois de la première syllabe du mot Shakya (釋), qui est le nom du clan auquel appartenait Siddharta Gautama — le bouddha historique, qui était aussi surnommé Shakyamuni, « sage des Shakya »,. Quant à « Nhất Hạnh » (ch. 一行), le sens en est « Une action »: il s'agit d'un nom choisi par Thích Nhất Hạnh en 1949, pour marquer son aspiration à devenir un bodhisattva de l'action.
Par ailleurs, Thich Nhat Hanh a aussi un nom de lignage (qui le rattache à une lignée de maîtres) : Trừng Quang (ch. 澄光), ainsi qu'un nom de moine bouddhiste (ou nom de dharma) : Phùng Xuân ( ch. 逢春). Enfin, il est souvent appelé simplement Thầy, c'est-à-dire « maître ».

## Biographie

### Enfance
Nhất Hạnh est né sous le nom de Nguyễn Đình Lang le 11 octobre 1926 (nom changé plus tard en Nguyễn Xuân Bảo) dans l'ancienne capitale Huế, au centre du Vietnam. Il est de la 15e génération Nguyễn Đình. Son père, Nguyễn Đình Phúc, du village de Thành Trung à Thừa Thiên, Huế, était un fonctionnaire de l'administration française. Sa mère, Trần Thị Dĩ, était du district de Gio Linh. Nhất Hạnh est le cinquième de leurs six enfants. Jusqu'à l'âge de cinq ans, il a vécu avec sa grande famille élargie chez sa grand-mère. Encore, il s'intéresse au bouddhisme et lit avidement les livres et revues sur le sujet que lui procure un ses frères aînés, Nho, pour qui il a beaucoup d'affection. Bientôt, les deux frères décident de devenir moines bouddhistes, un désir qui ira grandissant et qui aboutira au noviciat.

### Études monastiques
À 16 ans, en 1942, en pleine occupation du Vietnam par le Japon, Nhất Hạnh entre au monastère du temple Tu Hiếu, où il étudie le Thiền (zen), dans la branche rinzai auprès du maître zen Thích Chân Thật. Son noviciat dure trois ans et il se forme dans les traditions vietnamiennes du bouddhisme Mahayana et Theravāda,.
Sa formation suit un principe zen célèbre du maître chan Baizhang Huaihai (en) (VIIIe siècle): « Un jour sans travail, un jour sans manger », et il s'adonne aux nombreuses tâches quotidiennes, essentiellement manuelles, ce qui fait partie intégrante de la formation des novices. C'est là pour ces derniers l'occasion de devenir complètement présent dans et conscient de chaque tâche, et d'appliquer les enseignements d'un petit ouvrage intitulé Petit manuel, dont les recommandations de la première partie , intitulée « L’essence du Vinaya pour tous les jours » visent à « rendre présente la conscience de l'être », selon les mots de Thich, qui dira de cet ouvrage: « Aujourd'hui, c'est-à-dire vingt-neuf ans après, je sais que le Petit Manuel est l'essence même du Zen et du Bouddhisme ».

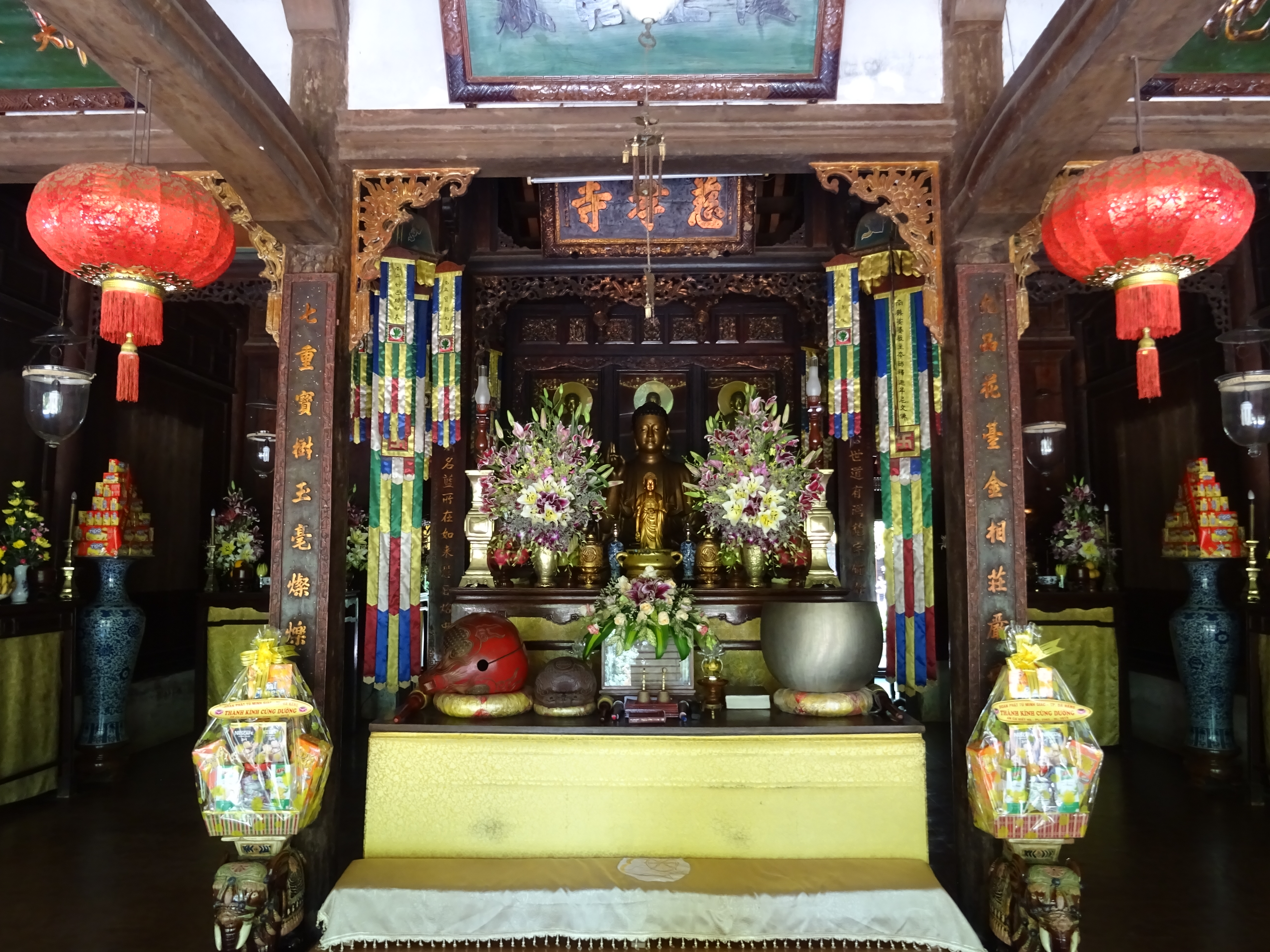
Intérieur de la pagode de Tu Hiếu, temple auquel était rattaché Thich Nhat Hann.

En 1945, il reçoit les préceptes de novice et le nom Trừng Quang (« Lumière paisible »), tout comme les autres novices de sa génération dans ce temple. Plus tard, prenant les Dix préceptes de moine, il recevra le nom de dharma, Phùng Xuân (« À la rencontre du printemps »), sous lequel il sera connu dans son temple.
En 1947, son maître envoie Nhất Hạnh poursuivre sa formation à l'Académie bouddhiste Báo Quốc: il étudie de nombreux sûtras du Mahâyâna ainsi que de nouveaux manuels d'études bouddhiques dus à des auteurs qui veulent réformer le bouddhisme en Chine. Dans ce temple où l'on apprécie la poésie, il poursuit ses expériences d'écriture de poèmes, commencées à l'âge de douze ans. On est alors dans la guerre d'Indochine, qui a débuté en 1946, et ce conflit amène Nhat Hanh à prendre conscience que seul le bouddhisme ouvre sur une voie non violente pouvant permettre de sortir du conflit. Avec des amis, il lit des revues bouddhiques progressistes, s'ouvre aux sciences sociales. Les jeunes gens demandent que leur formation intègre ces éléments nouveaux. Mais la formation dispensée au temple reste traditionnelle, et leur demande est repoussée.
En 1949, il quitte donc le temple Boa Quoc avec deux amis et s'installe à Saigon dans une pagode encore toute simple, appelée pagode An Quang (en), dont la construction a commencé en 1948, et il participe aux travaux,. C'est au cours de leur déplacement vers cette ville que les trois jeunes gens décident d'adopter chacun un nom qui marque leur engagement à devenir des bodhisattvas de l'action. Ils s'appelleront donc chacun Hạnh , « action », et pour Thich, ce sera Nhat Hanh, « une action »,. À Saigon, Nhat Hanh lit beaucoup (sciences, littératures étrangères, psychologie, philosophie). En 1951, il publie son premier livre, un ouvrage en vietnamien intitulé Logique orientale, en rapport avec Aristote, Hegel, Marx et Engels. Cette même année, il est pleinement ordonné moine, au temple An Quang. En 1954, il entre à l'université de Saigon, qui s'est récemment ouverte, où il obtiendra en diplôme en littérature vietnamienne et littérature françaises. Il subvient à ses besoins en vendant des livres et de la poésie. Il s'investit également dans la formation de novices et publie des articles sur la philosophie bouddhique et le renouvellement du bouddhisme,.

### Engagement spirituel, social et politique

#### Journalisme et communauté expérimentale
Après la division en deux parties du Vietnam en 1954, le dirigeant catholique Ngô Đình Diệm arrive au pouvoir (1954). Il cherche à écarter et marginaliser les bouddhistes. Nhat Hanh, qui écrit de plus en plus dans des journaux et revues et gagne en notoriété, publie une série de dix articles pour défendre le bouddhisme et montrer qu'il ne s'agit en rien d'un système sclérosé. En 1956, il est nommé rédacteur en chef de la revue Phật Giáo Việt Nam (« Le bouddhisme vietnamien »), diffusée dans tout le pays, et il s'efforce d'unifier les diverses tendances du bouddhisme vietnamien. Mais cette même année, au neuvième mois lunaire, il perd sa mère, ce qui l'affectera beaucoup.
À cette même époque, il réunit une communauté expérimentale qui s'installe dans les hauts plateaux au centre du pays, appelée Phương Bối (« Feuilles odorantes de palmier »). Phương Bối devient un modèle expérimental qui a pour but de donner une nouvelle vie au bouddhisme, et qui servira de modèle aux futurs centres de pratique de pleine conscience que Nhat Hanh fondera plus tard. Outre le travail manuel, c'est pour Nhat Hanh les débuts d'une réflexion, à travers la discussion et l'écriture, sur une nouvelle forme de bouddhisme qu'il appellera bientôt bouddhisme engagé (en). Mais c'est aussi une période physiquement et moralement difficile: faiblesse physique, insomnies chroniques minent sa santé et débouchent sur une dépression. Il dira plus tard: « Après la mort de ma mère, avec la division du pays et la guerre qui continuait, j’ai fait une dépression… Les médecins n’ont pas pu m’aider. C’est grâce à̀ la pratique de la marche consciente et de la respiration consciente que j’ai pu me guérir moi-même. »
Sa notoriété s'étend, et en mai 1959, il est invité au Japon à participer à la Conférence internationale du Vesak, à l'occasion de la fête de la naissance du Bouddha. Cet événement sera important pour Nhat Hanh parce qu'il élargira son horizon culturel. Découvrant qu'il existe d'importantes collections de sûtras dans des bibliothèques à l'étranger, il décide donc de voyager davantage et, pour cela, de maîtriser l'anglais dans le délai d'une année. Il demande également une bourse d'études à l'ambassade des États-Unis.
Toujours en 1959, quelques jeunes souhaitent lui apporter leur aide, ce qui débouchera sur la création du groupe des « Treize cèdres », parmi lesquels se trouve une jeune femme étudiante en biologie, Cao Ngọc Phượng, qui deviendra plus tard sœur Chân Không. Cette dernière entraîne le groupe à s'impliquer dans des programmes d'action sociale et d'éducation, ce qui est une première mise en pratique des idées et des enseignements de Nhat Hahn.

#### États-Unis. 1961-1963
En 1961, Nhất Hạnh reçoit une bourse Fulbright pour étudier les religions comparées à l'Université de Princeton. Il suit les cours sur le christianisme, l'islam et le bouddhisme chinois au Princeton Theological Seminary en 1961-1962,,,. Durant l'année universitaire 1962-1963, il mène une recherche à l'Université de Columbia. Durant ce séjour, il découvre les écrits du théologien allemand Dietrich Bonhoeffer. C'est pour lui une expérience spirituelle qui le convainc que les bodhisattvas sont bien réels, ici sur Terre, et pas seulement des êtres spirituels vivant dans un autre monde.
Il se fait aussi le porte-parole de la résistance bouddhique contre le régime de plus en plus brutal de Ngô Đình Diệm, et c'est dans le New York Times qu'il apprend l'immolation par le feu, en juin 1963, de Thích Quảng Đức, un moine qu'il connaît bien. À l'été de cette même année, il obtient un Master of Arts in Religion de l’Union Theological Seminary à l’université de Columbia, avec un travail de mémoire sur la psychologie bouddhique. On lui propose un poste de chercheur sur le bouddhisme vietnamien, ou un poste d'assistant de recherche et de chargé de cours dans le département de philosophie et de religion de cette université. Mais on lui demande aussi de rentrer au Vietnam pour collaborer au renouveau du bouddhisme vietnamien, et c'est cela qu'il choisit
Il dira de cette expérience américaine : « J'ai grandi au Viêtnam. Je suis devenu moine au Viêtnam. J’ai appris et pratiqué le bouddhisme au Viêtnam. Avant d’arriver en Occident, j’ai enseigné le bouddhisme à plusieurs générations d’étudiants. Mais je peux affirmer aujourd’hui que c’est en Occident que j’ai réalisé ma voie. »

#### Actions sociales au Vietnam. 1963 – 1966
Nhất Hạnh repart au Vietnam en décembre 1963, après la chute du régime Ngô Đình Diệm, mais s'arrête en chemin à Paris, où il donne plusieurs conférences. Il arrive au Vietnam en janvier 1964 et assume pleinement le rôle de leader du mouvement bouddhiste pour la paix et l'action sociale.

En 1964, Nhat Hanh et sa communauté fondent les éditions La Boi Press (« feuilles de palmier »), dont la taille et la production firent bientôt d'elle un éditeur influent.En moins de deux ans, cette maison d'éditions a publié douze livres, mais en 1966, les éditeurs ont risqué l'arrestation et la prison pour accusation de communisme[réf. nécessaire]. En mars 1964, Nhất Hạnh fonde également à Saigon l'Institut de hautes études bouddhiques, qui deviendra en septembre de cette même année  l'Université bouddhiste Vạn Hanh, une institution privée — mais reconnue par les autorités — visant à former les étudiants dans les études bouddhistes, la culture vietnamienne et les langues.

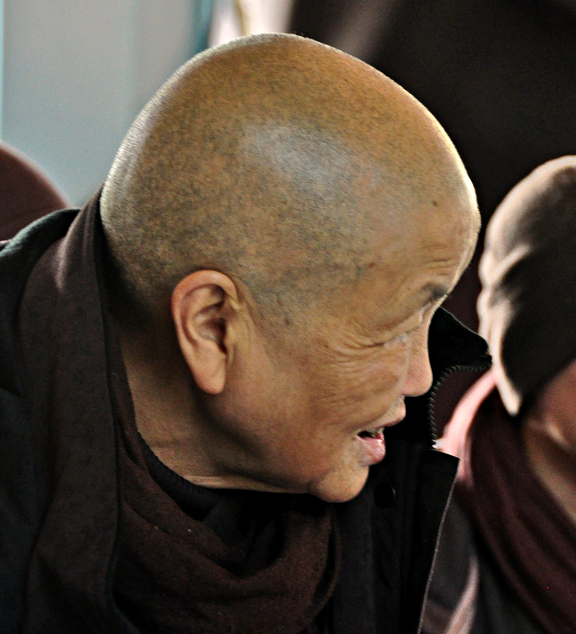
Sœur Chân Không.

En septembre 1965, nouvelle création : la School of Youth for Social Service (SYSS — « École de la jeunesse pour le service social »), mouvement politiquement neutre visant à secourir les plus faibles, et qui comptera des milliers de jeunes membres. Ces derniers se rendent  dans les zones rurales pour créer des écoles, construire des cliniques de santé et aider à reconstruire des villages. C'est la naissance véritable du bouddhisme engagé. L'année suivante, c'est sœur Chân Không qui prendra la direction de ce groupe[réf. souhaitée].
Nhất Hạnh franchit un nouveau pas en février 1966, avec la création de l'Ordre de l'Inter-être (vietnamien : Dòng Tu Tiếp Hiện), un groupe monastique et laïc. Ce nouvel ordre est une concrétisation des vœux du bodhisattva, mais dans une vision moderne d'un bouddhisme engagé, qui se fonde sur le refus de prendre parti dans un conflit, d'être libre de toute idéologie et de ne pas s'attacher aux idées. L'Ordre se base sur quatorze principes énoncés par Nath Hanh.
Entre-temps, en juin 1965, les militaires ont pris le pouvoir au Sud Vietnam, et Lyndon B. Johnson envoie plus de cent vingt mille soldats pour contrer une éventuelle avancée du communisme. Afin de limiter leur influence, on a régulièrement accusé Nhất Hạnh et son entourage d'être communistes. Ce fut ainsi le cas pour Sœur Chân Không, alors qu'elle était au cœur de la fondation et des nombreuses activités du SYSS dans les zones rurales du Vietnam pendant la guerre. Ce genre d'accusation fragilisait économiquement le mouvement et perturbait les actions sociales.[réf. souhaitée]

#### Départ du Vietnam et appels à la paix
Au printemps 1966, Nhất Hạnh est invité aux États-Unis par l'Université Cornell (via le pour donner une série de conférences sur la situation politique au Vietnam et parler aussi du thème de la revivification du bouddhisme vietnamien. Le 1er mai, il reçoit la « transmission de la lampe » de son maître zen Thích Chân Thật, au temple Từ Hiếu, à Huế; autrement dit, il accède au statut officiel d'enseignant à même de transmettre le dharma dans sa lignée de la lignée de Liễu Quán de l’école de Linji. Son maître souhaite le voir prendre sa succession à la tête du temple lorsqu'il se retirera.
Nath Hanh quitte le Vietnam le 11 mai 1966. Aux États-Unis, le 1er juin, Thich Nhat Hanh donne à Chicago, une conférence de presse en compagnie de Martin Luther King Jr., au cours de laquelle il présente une proposition en cinq points, adressée au président Lyndon B. Johnson, en vue d'un cessez-le-feu immédiat et du retrait des troupes américaines, et le même jour, Radio Saigon et les médias vietnamiens l'accusent de trahison et il est déclaré traître à la nation et communiste par Nguyễn Văn Thiệu et  Nguyễn Cao Kỳ, respectivement Président et Premier ministre du Vietnam du Sud. Quant au gouvernement du Vietnam de Nord, il voit en lui un pro-Américain. Il apparaît donc clairement que retourner au Vietnam est trop dangereux, et Nhat Hanh devra attendre trente-neuf ans avant de revoir son pays. À noter que de telles accusations avaient déjà été formulées en 1964, à la suite de la publication dans une revue bouddhiste de son poème intitulé Condemnation (« Condamnation »), dans lequel il écrit : « que ceux qui écoutent soient mes témoins : je ne peux pas accepter cette guerre ». Le poème lui avait alors valu d'être traité de « poète anti-guerre » et dénoncé comme un « propagandiste pro-communiste »,. En outre, en 1967, il publie Vietnam. Un Lotus dans une mer de feu, dans lequel il résume ses propositions et la position politique des bouddhistes.
Durant son séjour américain, Nhat Hanh pourra, grâce à un organisme appelé Fellowship of Reconciliation entreprendre une tournée de conférences de trois mois série de conférences dans plusieurs villes européennes, et dans un deuxième temps dans des villes en Asie. Il est aussi reçu deux fois en audience par le pape Paul VI.

##### Rencontre avec Martin Luther King
En 1965, Thich Nhat Hanh avait écrit à Martin Luther King Jr. une lettre intitulée « À la recherche de l'ennemi de l'homme »,. Au cours de son séjour aux États-Unis en 1966, Nhất Hạnh rencontre King et l'exhorte à dénoncer publiquement la guerre du Vietnam. Le 31 mai 1966, les deux hommes donnent ensemble la conférence de presse à Chicago (dont il a déjà été question ci-dessus), et c’est l’une des premières fois que Martin Luther King prend position en public contre la guerre au Viêtnam.
Plus tard, en 1967, King prononcera le discours « Beyond Vietnam: A Time to Break Silence (en) » à l'église Riverside de New York, dans lequel il critique violemment l'engagement militaire américain au Vietnam, puis il propose la candidature de Nhất Hạnh au « prix Nobel de la paix 1967 ». Dans sa proposition, King déclare: « Je ne connais personne qui mérite davantage le prix Nobel de la paix que ce doux moine bouddhiste du Viêt Nam. (...) Ses idées pour la paix, si elles étaient appliquées, constitueraient un monument à l'œcuménisme, à la fraternité mondiale, à l'humanité. ». Mais le comité n'a pas décerné de prix cette année-là, jugeant qu'aucun des candidats proposés ne remplissait les conditions pour une attribution. Les deux hommes se rencontreront une dernière fois à Genève en mai 1967. Nhat Hanh est encore aux États-Unis lorsqu'il apprend la nouvelle de l'assassinat de Luther King, le 4 avril 1968.

### Europe

#### Installation en France
En 1969, Nhất Hạnh voyage à nouveau en Asie, puis vient s'installer à Paris, où il participe aux pourparlers pour la paix au Viêt Nam qui ont commencé en 1968 et se termineront en 1973. En septembre 1970, l'Église Bouddhique Unifiée du Viêt Nam le charge de diriger la délégation bouddhiste vietnamienne qui prend part à ces discussions. Sœur Chân Không le rejoint à Paris avec plusieurs bénévoles du mouvement. Le groupe vit très simplement, dans un petit appartement, et travaille aussi au parrainage de milliers d'orphelins de la guerre. Afin de soutenir financièrement la communauté, Nhat Hanh donne un cours sur « L’histoire du bouddhisme au Viêtnam » à l'École pratique des hautes études.
En 1969, il crée l'Église Bouddhique Unifiée en France. Et en 1975, il fonde le Centre de méditation Sweet Potatoes au sud-est de Paris. Mais en même temps, sa communauté au Vietnam continue à être attaquée physiquement[réf. nécessaire].
Il commence à donner des conférences, se lance dans le dialogue interreligieux (qui aboutira à la parution en 1995 de Bouddha vivant, Christ vivant). L'ouvrage est aussi le fruit de ses contacts et amitiés avec des religieux comme Thomas Merton, Daniel Berrigan (entre autres personnalités). À Paris, Nhat Hanh apporte un soutien et un encadrement spirituel de plus en plus marqué aux réfugiés vietnamiens. Enfin, cette période marque également le début de son engagement pour la défense de l'environnement. 
En mai 1971, alors qu'il est à Washington, il apprend par un journaliste qu'une dépêche diplomatique du Viêtnam du Sud annoncer que son passeport a été annulé. Il est donc bel et bien exilé, et dépose une demande l'asile à Paris. En 1973, après la signature des accords de paix de Paris, il espère pouvoir retourner au Viêt Nam, mais sa demande est rejetée.
C'est aussi dans ces années que Nhat Hanh écrit, d'abord en vietnamien, un ouvrage pleine conscience. La traduction en anglais paraît en 1975 sous le titreThe Miracle of Mindfulness, An Introduction to the Practice of Meditation, et Jon Kabat-Zinn dira qu'il s'est agi là du premier ouvrage qui a révélé cette pratique au grand public. 

#### Soutien aux boat-people

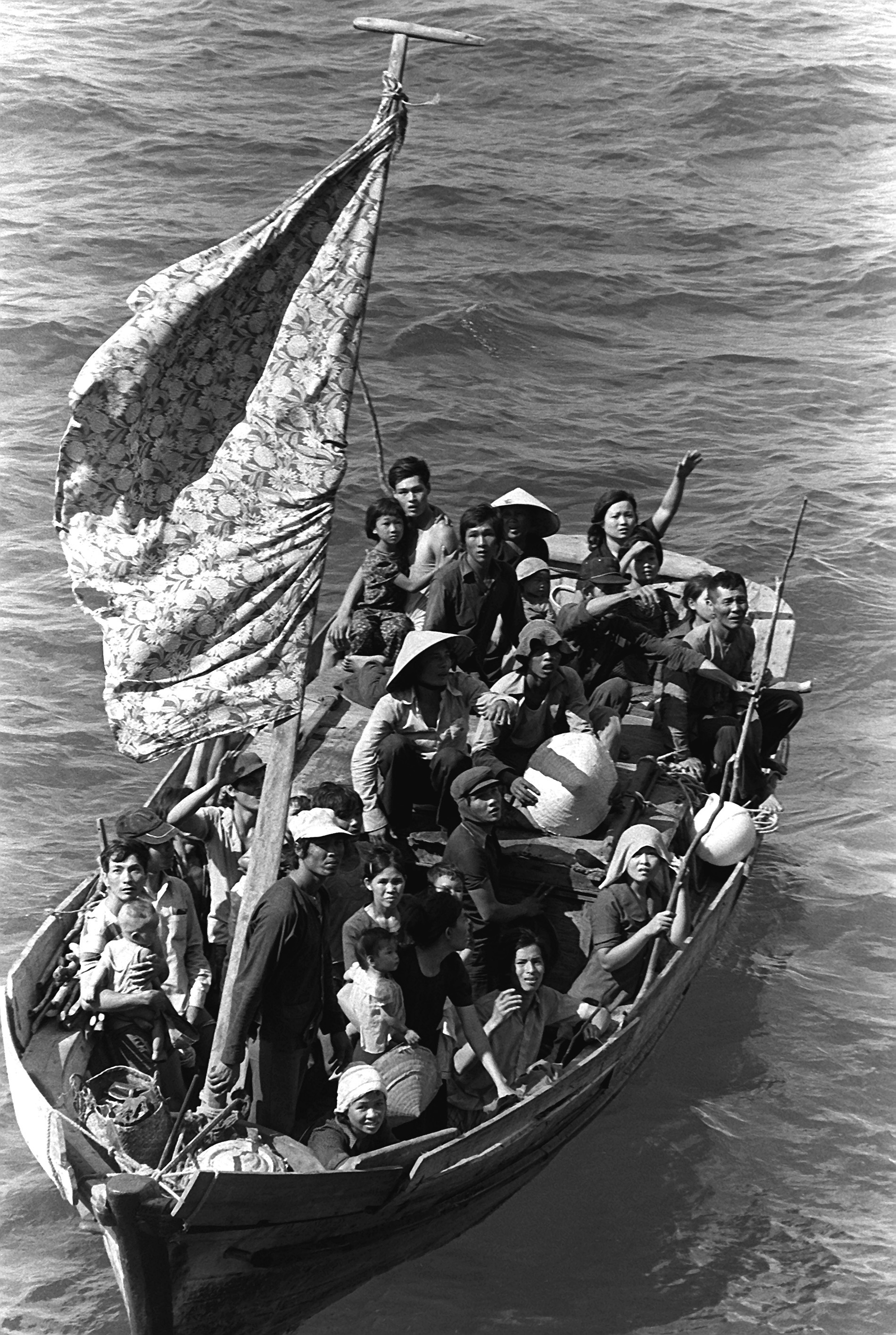
Boat-people vietnamiens.

En 1975, la chute de Saïgon et l'invasion du Sud Viêt Nam par le Nord Viêt Nam communiste entraîne une importante vague de migration. Des vagues de réfugiés fuient par la mer sur des embarcations de fortune et deviennent des boat-people. En décembre 1976, Nhat Hanh est à Singapour pour une conférence internationale. Il apprend que des milliers de ces boat-people sont dans une situation grave, leurs bateaux risquant le naufrage et les passagers la noyade, l'accès à des ports leur étant le plus souvent interdit. Il s'efforce alors de leur venir en aide et loue pour cela trois bateaux. La situation est extrêmement compliquée pour Nath Hanh qui se voit sommé de quitter le territoire de Singapour. Il vient cependant à bout des obstacles, et réussit à garantir un abri pour de nombreux boat-people.

#### Des patates douces...
En 1975, Nath Hanh créée une première communauté de vie en pleine conscience à Fontvannes, qu'il appellera Patates douces, du nom des légumes que les gens pauvres mangent au Viêt Nam quand ils n'ont plus de riz. 

#### ...au Village des Pruniers
Dans la foulée de cette fondation, Thich Nhat Hanh repense au début des années 1980 sa stratégie visant à établir la paix, la réconciliation et l'éveil. Il réalise que l'activisme qui passe par des manifestations ou des conférences de presse est inefficace parce que les personnes luttent en faveur de la paix sont elles-mêmes en guerre : « il y avait beaucoup de colère dans le mouvement pour la paix » dira-t-il, précisant ailleurs que « [v]ous devez être en paix avant de faire la paix. » Et il déclarera ainsi à ce propos, lors d'une session en 2013 :  

« Chaque fois que vous avez une pensée pleine de colère et d’incompréhension, c’est la guerre. La guerre peut se manifester par notre façon de penser, de parler et d’agir. Il se peut même que nous soyons en guerre sans le savoir, luttant contre nous-mêmes ou ceux qui nous entourent… Dans votre vie quotidienne, il y a bien quelques moments de cessez-le-feu, mais, la plupart du temps, choisissant de passer plutôt par la fondation de communautés de paix et de vie en pleine conscience vous êtes en guerre. »

Il décide alors d'approfondir la nouvelle voie de la vie en communauté et des retraites. Comme la maison de Fontvannes se révèle trop petite, la communauté déménage pour s'établir dans une ferme en Dordogne, pas très loin de Bordeaux. Le lieu recevra bientôt le nom de Village des pruniers, après qu'on y eut planté mille deux cent cinquante pruniers. Le centre se développe rapidement pour devenir au tournant du XXIe siècle le plus grand centre de retraite bouddhiste en Europe, avec (en 2025) plus de 200 moines et moniales,. 

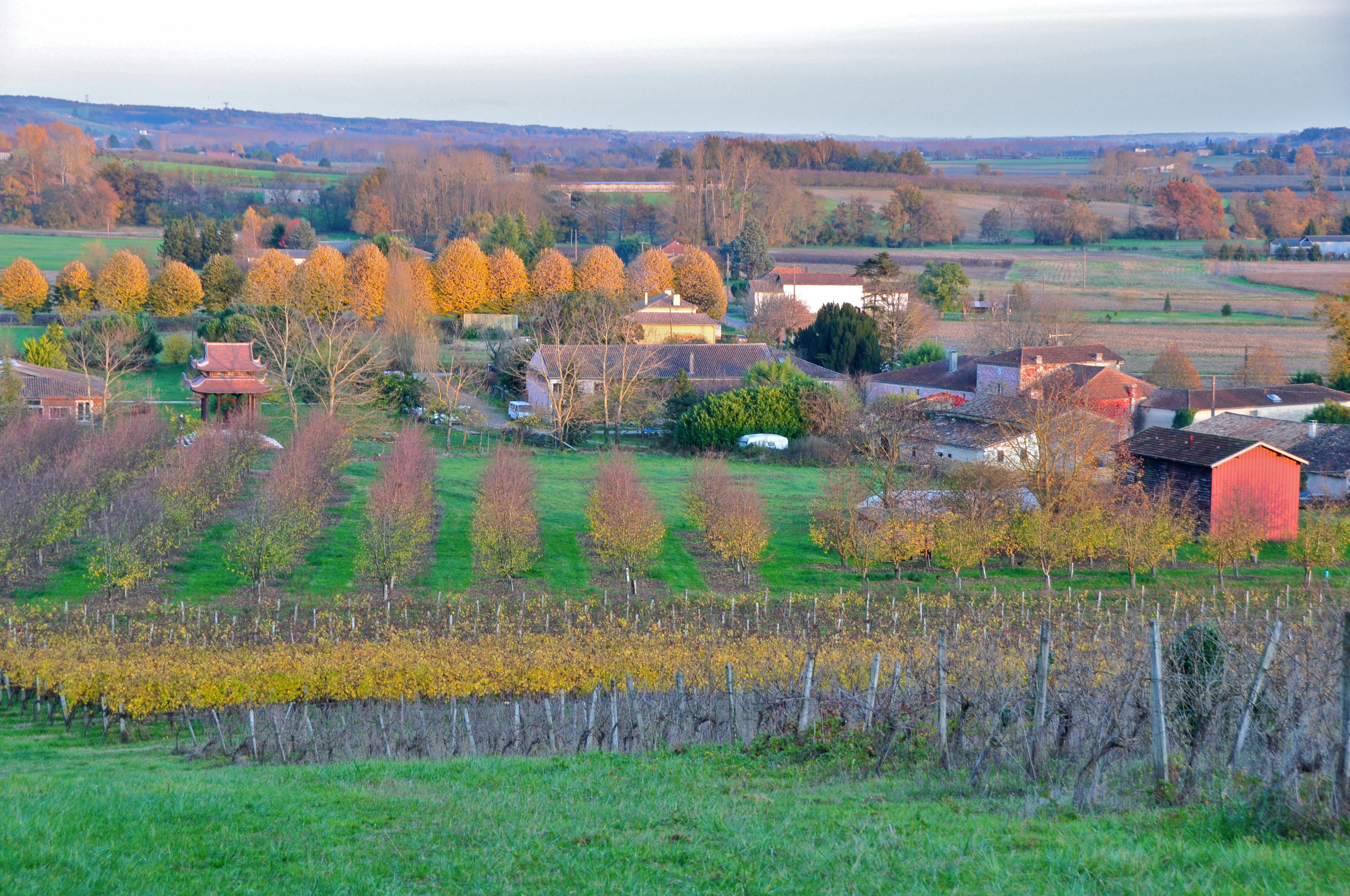
Le Village des Pruniers, en Dordogne.

Durant ces années, Thich Nhat Hanh modifie progressivement certains enseignements (par exemple, sur la méditation, ou la marche méditative) du bouddhisme thiên. Il développe également les concepts de « toucher la Terre » et d'« inter-être » qui deviendront des éléments centraux du bouddhisme tel qu'il le comprend et le transmet.D'autre part, la Fondation Thích Nhất Hạnh en 2017, — organisation caritative qui travaille à la collecte de fonds à la communauté du Village des Pruniers du bouddhisme engagé — l'ordre monastique établi par Nhất Hạnh comprend, en 2017, plus de 750 moines dans neuf monastères établis dans différents pays. Nhất Hạnh a ainsi deux monastères au Vietnam, le temple original Từ Hiếu près de Huế, et le temple Prajna dans les hauts plateaux du centre du pays[réf. nécessaire].

### Voyages au Vietnam

#### 2005 - Développement du monastère Bat Nha
En 2005, après de longues négociations, le gouvernement vietnamien a autorisé Nhất Hạnh à revenir au Vietnam pour une visite. Il a également été autorisé à y enseigner, à publier quatre de ses livres en vietnamien et à voyager dans le pays avec des moines bouddhistes et laïcs bouddhistes de son Ordre, y compris à retourner à son temple racine, le temple Tu Hieu à Huế,. Le voyage n'est pas allé sans controverse. Thich Vien Dinh, écrivant au nom de l'Église bouddhiste unifiée du Vietnam (EBUV) interdite, a appelé Nhất Hạnh à faire une déclaration contre le piètre bilan du gouvernement vietnamien en matière de liberté religieuse. Vien Dinh craignait que le gouvernement vietnamien n'utilise le voyage comme propagande, suggérant que la liberté religieuse dans le pays s'améliore, alors que les abus continuent,,.

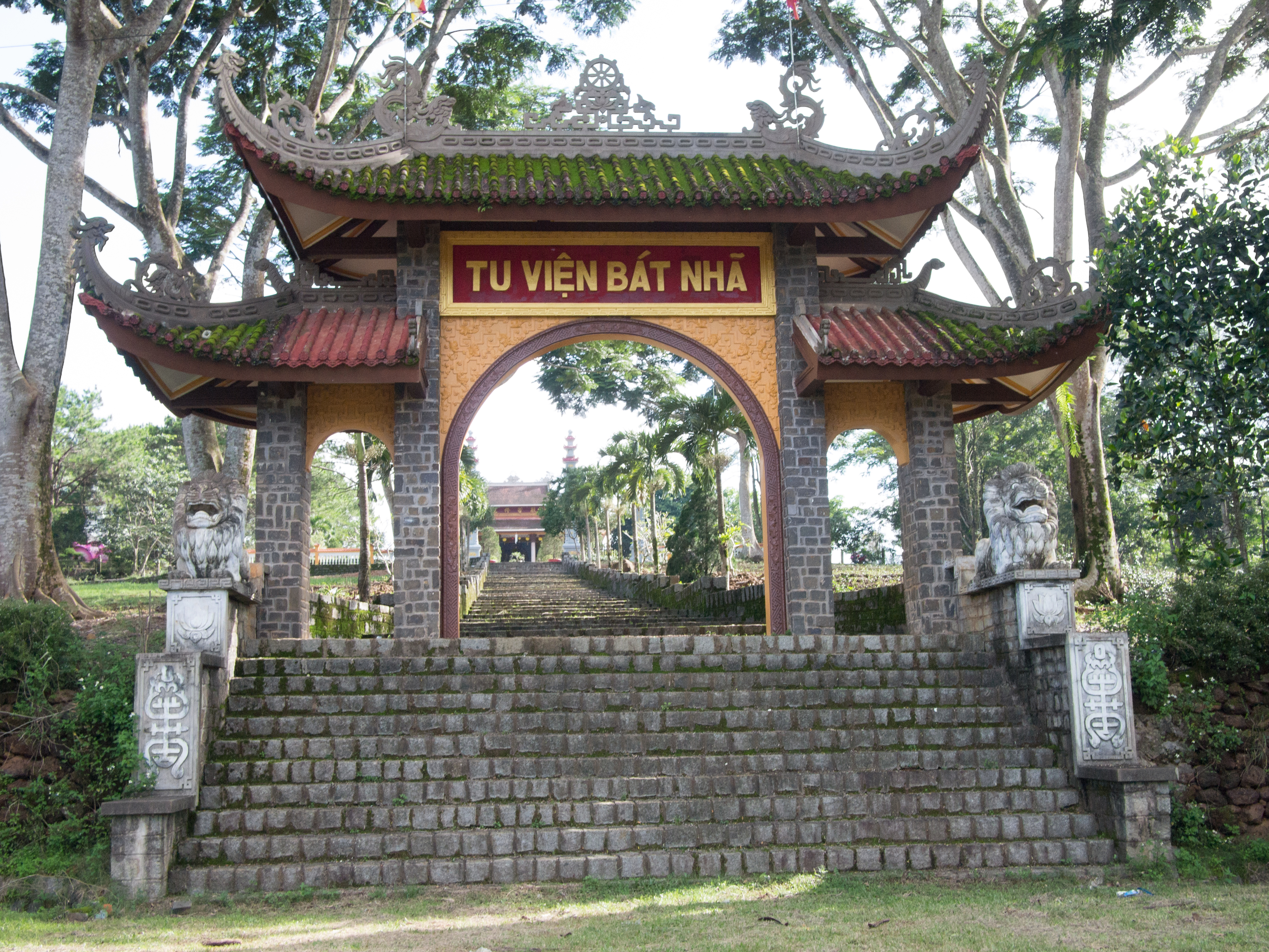
Portail d'entrée du monastère Bát Nhã.

Lors de cette visite de 2005, les disciples de Nhat Hanh ont été invités par l'abbé Duc Nghi, membre de la Sangha bouddhiste officielle du Vietnam, à occuper le monastère de Bat Nha (en) et à y poursuivre leur pratique. Les partisans de Nhat Hanh disent que lors d'une cérémonie sacrée au monastère du Village des pruniers en 2006, Nghi a reçu une transmission de Nhat Hanh et a accepté de les laisser occuper Bat Nha. Les partisans de Nhat Hanh ont dépensé un million de dollars pour développer le monastère, construisant une salle de méditation pour 1 800 personnes. On pense maintenant que le soutien gouvernemental initialement accordé aux partisans de Nhat Hanh était un stratagème pour que le département d'État américain retire le Vietnam de sa liste noire sur la liberté religieuse, et augmenter les chances d'entrée dans l'Organisation mondiale du commerce et ainsi que les investissements étrangers.

#### 2007 - Tensions avec l'EBUV. et la question du «Grand Requiem»
Malgré les controverses, Nhất Hạnh est retourné au Vietnam en 2007, tandis que les chefs de l'EBUV interdite, Thích Huyền Quang et Thich Quang Do, restaient assignés à résidence. Loin de voir dans cette visite une « avancée », l'EBUV l'a qualifiée de « trahison », symbolisant sa volonté de travailler avec les oppresseurs de ses coreligionnaires. Võ Văn Ái, porte-parole de l'EBUV à Paris, a déclaré : « Je crois que le voyage de Thích Nhất Hạnh est manipulé par le gouvernement de Hanoï pour cacher sa répression de l'Église bouddhiste unifiée et créer une fausse impression de liberté religieuse au Vietnam ».

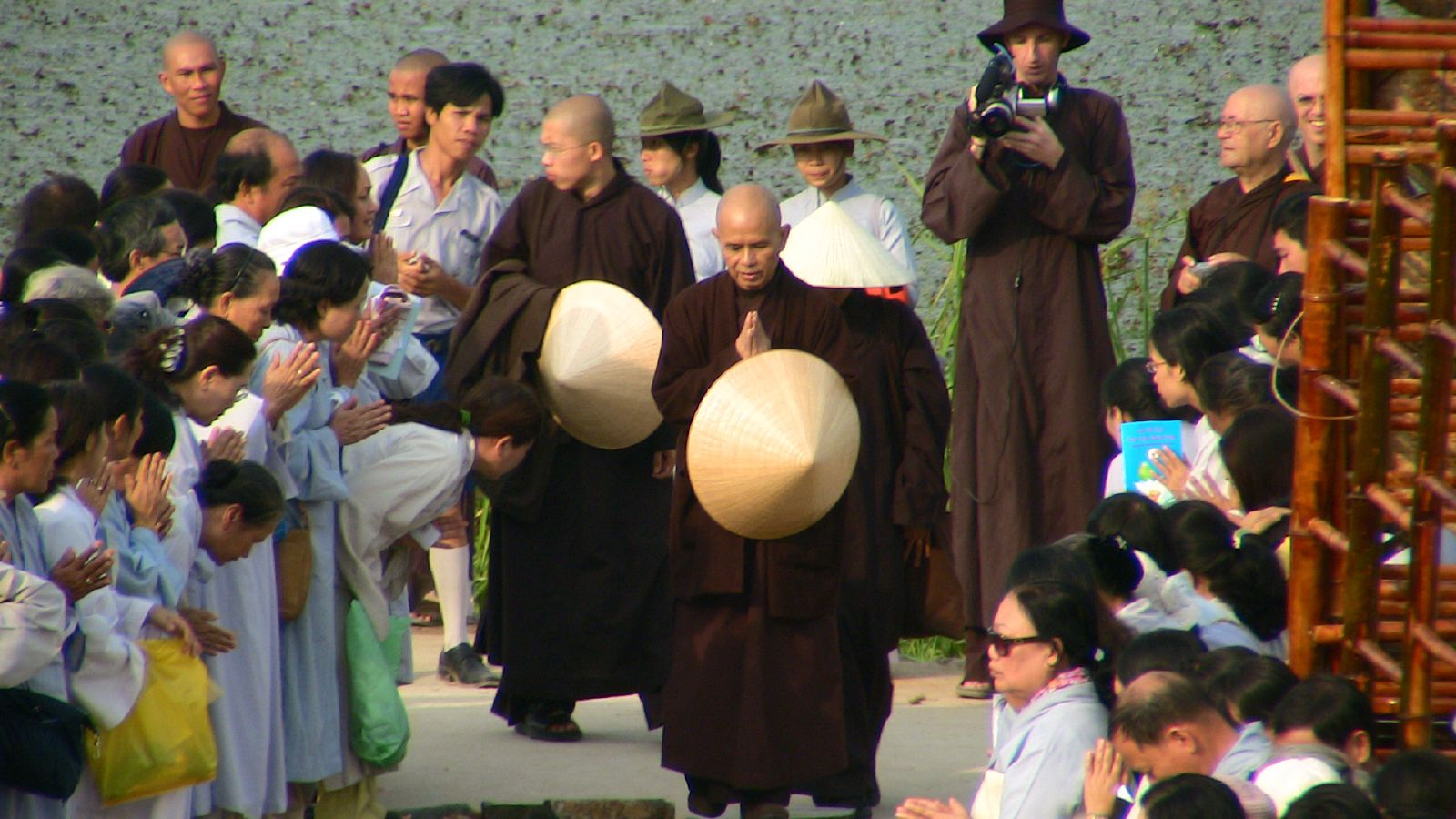
Thích Nhất Hạnh en avril 2007, lors de son voyage au Vietnam.

Le site web du Village des Pruniers mentionnait trois objectifs poursuivis par Nhất Hạnh lors de ce voyage de 2007 au Vietnam : 1) soutenir les nouveaux moines de son Ordre ; 2) organiser et diriger de « Grandes cérémonies de chant » destinées à aider à guérir les blessures non cicatrisées de la guerre du Vietnam ; 3) animer des retraites pour moines et laïcs. Les cérémonies de chants s'appelaient à l'origine « Grand Requiem pour prier de la même manière pour tous afin de dénouer les nœuds des souffrance injustes ». Mais les autorités vietnamiennes se sont vivement opposées à cette dénomination, jugeant inacceptable que l'on prie « de la même manière » pour les soldats de l'armée sud-vietnamienne soutenue par les États-Unis tout comme pour les soldats américains. Un officiel vietnamien a ainsi déclaré que « L'esprit du peuple vietnamien n'est pas d'accord avec l'idée de prier pour des impérialistes étrangers qui viennent tuer des millions de Vietnamiens. » Dans ces conditions, Nhất Hạnh a accepté d'abréger cette appellation et de simplement parler de « Grand Requiem pour prier », laissant de côté l'idée que ce requiem soit dédié sans distinction à toutes les personnes touchées par le conflit . De son côté, le porte-parole de l'EBUV à Paris a déclaré à propos de cette initiative : « Je pense qu'il est temps de penser aux vivants, pas seulement aux morts ».
Quant à Nhat Hanh, il a suggéré au président Nguyễn Minh Triết de mettre fin au contrôle gouvernemental de la religion. Un officier de la police provinciale a ensuite parlé à un journaliste de cet incident, accusant Nhat Hanh d'avoir enfreint la loi vietnamienne, déclarant que « [Nhat Hanh] devrait se concentrer sur le bouddhisme et se tenir à l'écart de la politique ».

#### 2008 - Nouvelles tensions avec le gouvernement
En 2008, lors d'une interview à la télévision italienne, Nhat Hanh a fait des déclarations concernant le dalaï-lama, suscitant l'émoi des responsables chinois qui ont fait pression sur le gouvernement vietnamien. Le président du Comité national des affaires religieuses du Vietnam a alors envoyé une lettre accusant l'organisation de Nhat Hanh de publier sur son site Internet de fausses informations sur le Vietnam, affirmant que les nouvelles publiées donnaient une image faussée de la politique du Vietnam en matière de religion et qu'elles étaient susceptibles de saper l'unité nationale. Le président a donc demandé aux partisans de Nhat Hanh de quitter Bat Nha. La lettre indiquait également que l'abbé Duc Nghi voulait qu'ils partent. Réagissant à cela, le frère Phap Kham a déclaré :  « Duc Nghi rompt un vœu qu'il nous a fait... Nous avons des bandes vidéo de lui nous invitant à transformer le monastère en un lieu de culte dans la tradition du Village des Pruniers, même après sa mort — vie après vie. Personne ne peut aller à l'encontre de ce souhait » .
En septembre et octobre 2009, les parties se sont retrouvées dans une impasse. Celle-ci a pris fin avec la coupure de courant dans le monastère, ordonnée par les autorités, ainsi qu'une descente de la police a fait irruption dans le temple avec, en parallèle, l'agitation d'une foule, réunie par des gangs mafieux, qui s'était assemblée autour du bâtiment. Les assaillants ont utilisé des bâtons et des marteaux pour entrer par effraction et ont emmené des centaines de moines et de nonnes,. « Des moines âgés ont été traînés comme des animaux hors de leurs chambres, puis laissés assis sous la pluie jusqu'à ce que la police les traîne vers les taxis où les malfrats [membres] de la "société noire" les ont poussés dans des voitures » a déclaré un villageois. Deux moines âgés se sont vu confisquer leurs cartes d'identité et ont été assignés à résidence, sans inculpation, dans leur ville natale.

### Croissance et approfondissement
En 2014, d'importants leaders religieux du christianisme (anglicanisme, catholicisme, église orthodoxe), judaïsme, islam, hindouisme, bouddhisme se réunissent pour signer un engagement commun contre l'esclavage moderne ; la déclaration qu'ils ont signée appelait à l'élimination de l'esclavage et de la traite des êtres humains d'ici 2020. Nhất Hạnh était représenté par Chân Không.

### Dernières années
Le 11 novembre 2014, Thích Nhất Hạnh a un accident vasculaire cérébral. Il est soigné et passe plusieurs mois en convalescence à l’hôpital universitaire de l'université Bordeaux-II. Le 11 juillet 2015, il entreprend des soins intensifs au centre médical de l'université de Californie à San Francisco. Il rentre en France le 8 janvier 2016 où il passe le reste de l'année. Il visite ensuite le Village des Pruniers de Thaïlande. Le 2 novembre 2018, il décide de retourner définitivement au Viêt Nam, à la Pagode Tu Hieu. Il ne peut plus s'exprimer oralement, séquelles de son accident cérébral, mais peut communiquer par gestes et hochements de tête.
Il décède le 22 janvier 2022 au temple Từ Hiếu à Hué au Vietnam, à l'âge de 95 ans, à la suite de complications de son accident vasculaire cérébral sept ans auparavant,,.
Le dalaï-lama exprimant ses condoléances a déclaré : « Dans son opposition pacifique à la guerre du Vietnam, son soutien à Martin Luther King et surtout son dévouement à partager avec les autres non seulement comment la pleine conscience et la compassion contribuent à la paix intérieure, mais aussi comment les individus cultivant la paix de l'esprit contribuent à une véritable paix mondiale, le Vénérable a vécu une vie vraiment significative. Je suis convaincu que la meilleure façon de lui rendre hommage est de poursuivre son travail pour promouvoir la paix dans le monde ».

## Pensée

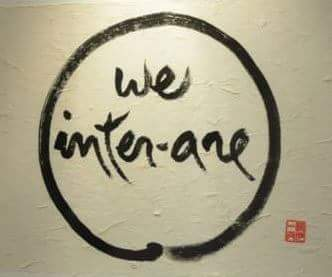
« Nous inter-sommes ». Calligraphie de Thich Nhat Hanh.

Nhất Hạnh a publié plus de 130 livres, dont plus de cent en anglais. En janvier 2019, ils s'étaient vendus à plus de cinq millions d'exemplaires dans le monde. Ses livres, qui couvrent des sujets tels que des enseignements sur la pleine conscience, la poésie et des essais savants sur la pratique du zen, ont été traduits dans plus de 40 langues[réf. nécessaire] en janvier 2022.

## Citations
- « Notre pratique est de vivre notre vie quotidienne de manière à ce que chaque moment, chaque acte, devienne un acte d'amour. »
- « Le miracle n'est pas de marcher sur l'eau, il est de marcher sur la Terre verte dans le moment présent et d'apprécier la beauté et la paix qui sont disponibles maintenant . », in Thích Nhất Hạnh (trad. de l'anglais), La Paix en soi, la paix en marche, Paris, Albin Michel, coll. « Spiritualité », 2006, 187 p. (ISBN 2-226-17290-4)
- « Quelle que soit la tâche que vous effectuez, faites-la lentement, avec l'attention qu'elle mérite. Ne la bâclez pas pour en finir. Soyez relaxé en toute chose et portez-y toute votre attention. »
- « Il est très important de savoir écouter avec compassion. Écouter avec compassion, c'est écouter avec la volonté de soulager l'autre de sa souffrance, sans le juger ni chercher la dispute. »
- « Les chrétiens sont mes frères. Je ne veux pas faire d'eux de nouveaux bouddhistes. Je veux les aider à approfondir leur propre tradition. »

## Ouvrages traduits en français
- La Paix, un art, une pratique. Une approche bouddhiste (trad. de l'anglais), Paris, Bayard Centurion, 1991 (réimpr. 1996), 120 p. (ISBN 2-227-43647-6)
- La Sérénité de l'instant. Paix et joie à chaque pas (trad. de l'anglais), Saint-Jean-de-Braye, Dangles, 1992, 135 p. (ISBN 2-703-30380-7)
- Sur les traces de Siddharta (trad. de l'anglais), Paris, JC Lattès, 1996, 521 p. (ISBN 2-266-07539-X)
- Bouddha vivant Christ vivant, JC Lattès, 1996, 190 p. (ISBN 2-709-61686-6)
- Le Miracle de la pleine conscience. Manuel pratique de méditation (trad. du vietnamien), Paris, L'Espace bleu, coll. « Dialogue avec le ciel », 1996, 135 p. (ISBN 2-867-66021-1)
- L'Esprit d'amour : la pratique du regard profond dans la tradition bouddhiste mahayana (trad. de l'anglais), Paris, JC Lattes, 1997, 171 p. (ISBN 2-266-08121-7)
- La Vision profonde. De la Pleine Conscience à la contemplation intérieure (trad. du vietnamien), Paris, Albin Michel, coll. « Spiritualités vivantes », 1997, 205 p. (ISBN 2-226-07813-4)
- La Respiration essentielle. Notre rendez-vous avec la vie (trad. de l'anglais), Paris, Albin Michel, coll. « Spiritualité », 1997, 192 p. (ISBN 2-226-08540-8)
- Le Silence foudroyant. Soutra de la Maîtrise du serpent suivi du Soutra du Diamant, Albin Michel, coll. « Spiritualités vivantes », 1997, 272 p. (ISBN 978-2-226-33574-6, lire en ligne)
- Vivre en pleine conscience. Paix et joie dans les tribulations de la vie, Terre du Ciel, coll. « Joyaux », 1997, 90 p. (ISBN 2-908-93314-4)
- Un lotus s'épanouit. Manuel de méditation guide pour la joie : la guérison et la transformation, Le courrier du Livre, 1998, 295 p. (ISBN 2-702-91437-3)
- Une flèche, deux illusions, Dzambala, 1998, 268 p. (ISBN 2-906-94020-8)
- Bouddha vivant, Christ vivant. Les enseignements, les pratiques spirituelles et les correspondances entre les deux traditions (trad. de l'anglais), Alleur (Belgique)/Paris, Marabout, 1998, 189 p. (ISBN 2-501-02771-X)
- L'Enfant de pierre et autres contes bouddhistes, Albin Michel, coll. « Spiritualités vivantes », 1997, 304 p. (ISBN 978-2-226-08944-1)
- Sur les traces de Siddhartha. Découvrir les enseignements du Bouddha en cheminant à ses côtés (trad. de l'anglais), Paris, Pocket, Presses de la Cité, 1998, 521 p. (ISBN 2-266-07539-X)
- Clés pour le Zen. Un guide pour la pratique du Zen, Paris, Pocket, 2001 (1re éd. 1971), 224 p. (ISBN 2-266-09811-X)
- Regarder le cyprès dans la cour. Pour vivre en pleine conscience chaque moment de sa vie (Rééd. de Clés pour le zen sous un nouveau titre), Paris, JC Lattès, 2021 (réimpr. [Pocket, 2022, 208 p.  (ISBN 978-2-266-31573-9)]), 320 p. (ISBN 978-2-709-66867-5)
- Transformation et guérison, Paris, Albin Michel, coll. « Spiritualités vivantes », 1999, 178 p. (ISBN 2-226-10906-4)
- Enseignements sur l'amour (trad. du vietnamien), Paris, Albin Michel, coll. « Spiritualités vivantes », 1999 (réimpr. 2004), 208 p. (ISBN 2-226-15439-6)
- La Plénitude de l'instant. Vivre en pleine conscience, Marabout, coll. « Psychologie », 1999 (réimpr. 2018), 224 p. (ISBN 2-501-10178-2)
- Changer l'avenir. Pour une vie harmonieuse, Albin Michel, coll. « Spiritualités vivantes », 2000 (réimpr. 2008), 146 p. (ISBN 2-226-18278-0)
- Entrer dans la liberté : Introduction à la formation des moines et des moniales dans la tradition bouddhiste (trad. de l'anglais), Saint-Jean-de-Braye, Dangles, 2000, 142 p. (ISBN 978-2-703-30510-1)
- Feuilles odorantes de palmier. Journal 1962-1966 (trad. de l'anglais), Paris, La Table ronde, 2000, 214 p. (ISBN 2-710-30956-4)
- L'Esprit d'amour : La pratique du regard profond dans la tradition bouddhiste mahâyâna (trad. de l'anglais), Paris, JC Lattès, 1997, 179 p. (ISBN 2-709-61794-3)
- Le Cœur des enseignements de Bouddha, Pocket, 1997, 352 p. (ISBN 2-266-17288-3)
- Il n'y a ni mort ni peur : une sagesse réconfortante pour la vie (trad. de l'anglais), Paris, Pocket, 2005, 160 p. (ISBN 2-266-14910-5)
- La Colère. Transformer son énergie en sagesse (trad. de l'anglais), Paris, Pocket, 2001, 224 p. (ISBN 2-266-12616-4)
- Pour une métamorphose de l'esprit : Cinquante stances sur la nature de la conscience, Pocket, 2008, 384 p. (ISBN 978-2-266-16816-8)
- Toucher la vie, J'ai lu, 2010, 189 p. (ISBN 978-2-290-02250-4)
- La Paix en soi, la paix en marche (trad. de l'anglais), Paris, Albin Michel, coll. « Spiritualité », 2006, 187 p. (ISBN 2-226-17290-4)
- L'Art du pouvoir, Guy Trédaniel, 2009, 253 p. (ISBN 978-2-8132-0017-4 et 2-8132-0017-4)
- L'Art de communiquer en pleine conscience, Courrier du Livre, 2014, 151 p. (ISBN 978-2-7029-1096-2)
- Prendre soin de l'enfant intérieur : Faire la paix avec soi, Belfond, 2014, 200 p. (ISBN 978-2-714-45319-8)
- Nous sommes la Terre. L'Humain au cœur de l'écologie, Robert Laffont, 2021, 128 p. (ISBN 978-2-221-25417-2)